# Hermann von Eichhorn (Generalfeldmarschall)

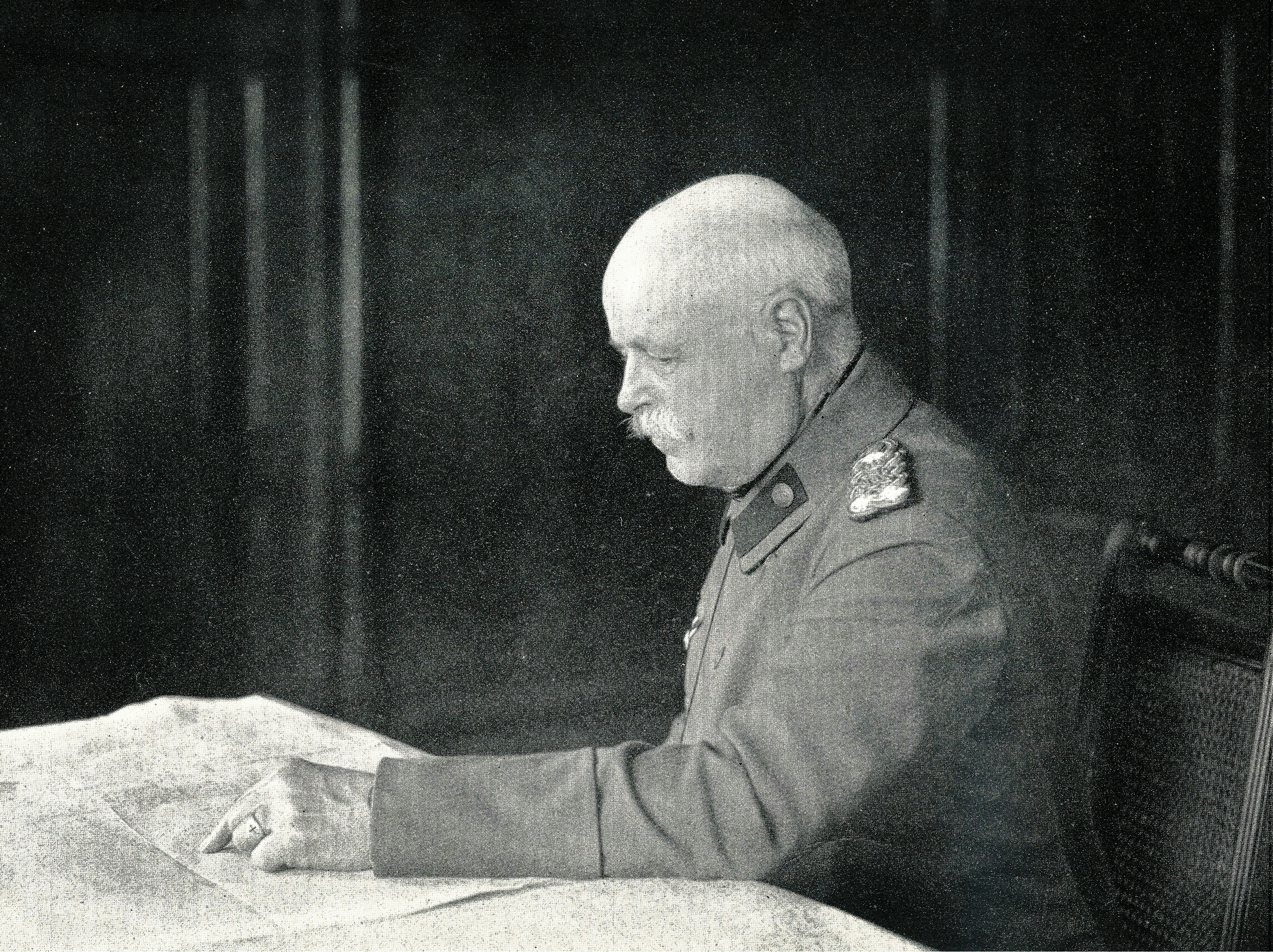
Hermann von Eichhorn, 1917

Emil Gottfried Hermann von Eichhorn (* 13. Februar 1848 in Breslau; † 30. Juli 1918 in Kiew) war ein preußischer Generalfeldmarschall im Ersten Weltkrieg. 

## Leben

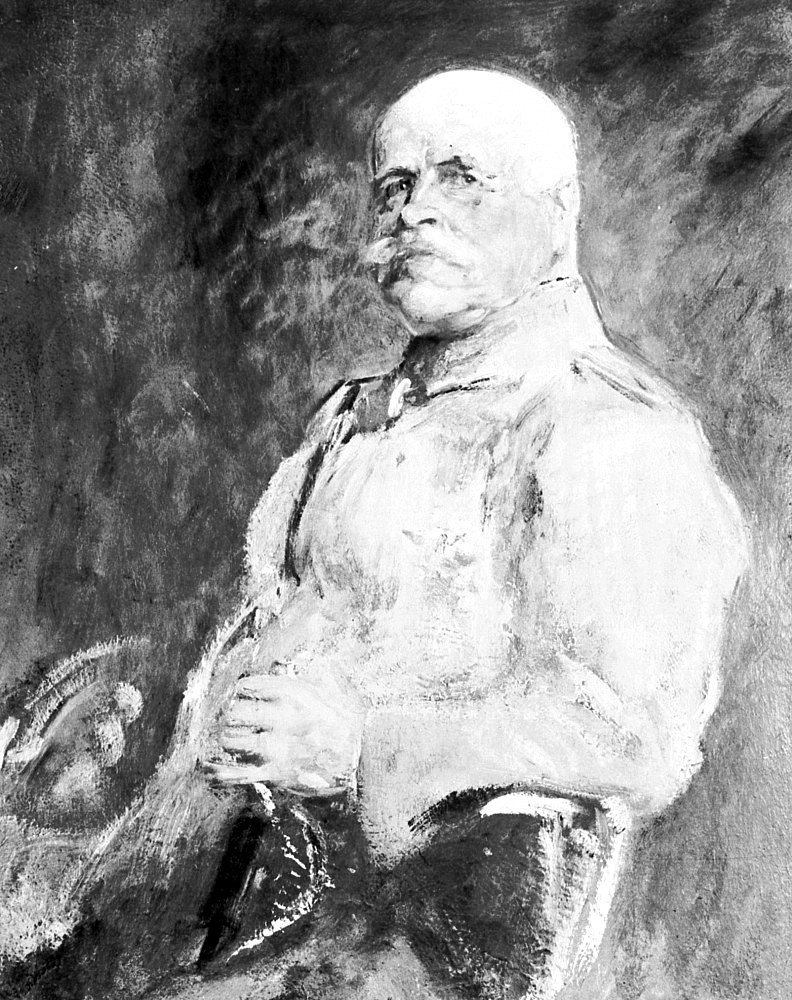
Hermann von Eichhorn (Reinhold Lepsius)

### Herkunft
Hermann war ein Sohn des späteren Regierungspräsidenten von Minden Hermann von Eichhorn (1813–1892) und dessen Ehefrau Julie, geborene von Schelling (1821–1885). Er war ein Enkel des preußischen Kultusministers Johann Albrecht Friedrich Eichhorn sowie mütterlicherseits des Philosophen Friedrich Wilhelm Joseph von Schelling.

### Militärischer Werdegang
Eichhorn trat nach dem Besuch der Gymnasien in seiner Heimatstadt und Oppeln am 1. April 1866 als Dreijährig-Freiwilliger in die 2. Kompanie beim 2. Garde-Regiment zu Fuß der Preußischen Armee und nahm im Deutschen Krieg an den Schlachten bei Soor, Königinhof und Königgrätz teil. Nach Friedensschluss wurde Eichhorn am 6. September 1866 zum Sekondeleutnant befördert. Im Deutsch-Französischen Krieg kam er als Adjutant des I. Bataillons des 2. Garde-Landwehr-Regiments u. a. bei den Belagerungen von Straßburg und Paris zum Einsatz und erhielt nach der Schlacht am Mont Valérien das Eiserne Kreuz II. Klasse.
Von 1872 bis 1875 besuchte Eichhorn die Kriegsakademie, wo er mit Paul von Hindenburg, Karl von Bülow und Friedrich von Bernhardi in Berührung kam. Kurzzeitig war er danach Regimentsadjutant des 2. Garde-Regiments zu Fuß, wurde dann zum Großen Generalstab kommandiert und war ab 1877 als Adjutant der 60. Infanterie-Brigade in Metz (damals Reichsland Elsaß-Lothringen).
Eichhorn wurde am 8. Juni 1878 zum Hauptmann befördert, war eineinhalb Jahre auf diesem Posten und war dann Chef der 12. Kompanie im 2. Garde-Regiment zu Fuß. Dieses Kommando gab Eichhorn am 22. Januar 1883 ab. Darauf folgten einige Generalstabsverwendungen, so bspw. im Großen Generalstab, bei der 30. Division, der V. Armee-Inspektion, der 2. Division und dem XVII. Armee-Korps. Als Oberstleutnant (seit 16. Mai 1891) erfolgte am 19. September 1891 die erneute Versetzung in den Großen Generalstab und kurz darauf die Ernennung zum Abteilungschef. Hier war er maßgeblich an der Ausarbeitung neuer Exerzierreglements beteiligt. Am 17. Mai 1892 kam Eichhorn dann als Chef des Generalstabes zum XIV. Armee-Korps in Karlsruhe und wurde nach zwei Jahren zum Oberst befördert. Vom 18. Oktober 1895 bis 15. Februar 1897 war Eichhorn dann Kommandeur des Leib-Grenadier-Regiments „König Friedrich Wilhelm III.“ (1. Brandenburgisches) Nr. 8. Anschließend hatte er wieder eine Generalstabsverwendung inne, dieses Mal als Chef des Generalstabes des VI. Armee-Korps. Hier erfolgte dann am 20. Juli 1897 die Beförderung zum Generalmajor, und als solcher war Eichhorn ab 8. Oktober 1898 Kommandeur der 18. Infanterie-Brigade.
Mit der Beförderung zum Generalleutnant am 18. Mai 1901 wurde Eichhorn zur Vertretung des Kommandeurs der 9. Division nach Glogau kommandiert und übernahm dann am 4. Juni 1901 das Kommando von seinem Vorgänger Louis Hahn. 1904 wurde er zum Kommandierenden General des XVIII. Armee-Korps in Frankfurt am Main ernannt. In dieser Zeit machte er großen Eindruck auf die Frankfurter „Gesellschaft“, die dem Preußentum noch immer skeptisch gegenüberstand. Selbst als er schon lange nicht mehr in Frankfurt war, berichteten die Frankfurter Zeitungen noch immer positiv über „ihren“ alten Kommandierenden General. Großherzog Ernst Ludwig würdigte Eichhorn am 8. September 1905 durch die Verleihung des Großkreuzes des Hessischen Philippsordens mit Krone. 1912 wurde er zum Generalinspekteur der VII. Armee-Inspektion in Saarbrücken ernannt.
Im gleichen Jahr wurde Eichhorn zum Ritter des Schwarzen Adlerordens geschlagen und am 1. Januar 1913 zum Generaloberst befördert. Im Mai 1914 stürzte er während einer Truppenbesichtigung vom Pferd und verletzte sich schwer. Hinzu kam eine Lungenentzündung. Nach seiner Genesung begab er sich Ende 1914 mit Genehmigung des Kaisers zunächst zu seinem alten Leibgrenadier-Regiment Nr. 8.
Eichhorn war vom 26. Januar 1915 bis zum 5. März 1918 Führer der 10. Armee an der Ostfront. Seine Truppen waren im Februar 1915 maßgeblich an der Winterschlacht in Masuren beteiligt, in derer Folge der Gegner die besetzten Teile Ostpreußens vollständig räumen musste. Wilhelm II. verlieh Eichhorn daraufhin am 18. August 1915 den Orden Pour le Mérite sowie am 28. September 1915 das Eichenlaub zu dieser hohen Auszeichnung. Seit dem 30. Juni 1916 war das Armeeoberkommando zugleich Heeresgruppenkommando der Heeresgruppe „Eichhorn“. Der neugebildeten Heeresgruppe waren die deutschen Armeen in Litauen und Kurland unterstellt. Am 18. Dezember 1917 wurde er zum Generalfeldmarschall befördert. Im März 1918 wurde Eichhorn zum Heeresgruppenkommandeur (Heeresgruppe Eichhorn-Kiew) in Kiew ernannt, das kurz vor der Unterzeichnung des Friedensvertrags von Brest-Litowsk von deutschen Truppen in der Operation Faustschlag besetzt worden war. Dort fiel er am 30. Juli 1918 zusammen mit seinem Adjutanten Hauptmann Walter von Dreßler einem Bombenattentat des linken Sozialrevolutionärs Boris Donskoi (1894–1918) zum Opfer und erlag seinen Verletzungen. Er wurde am 6. August 1918 auf dem Berliner Invalidenfriedhof beigesetzt.

## Ehrungen

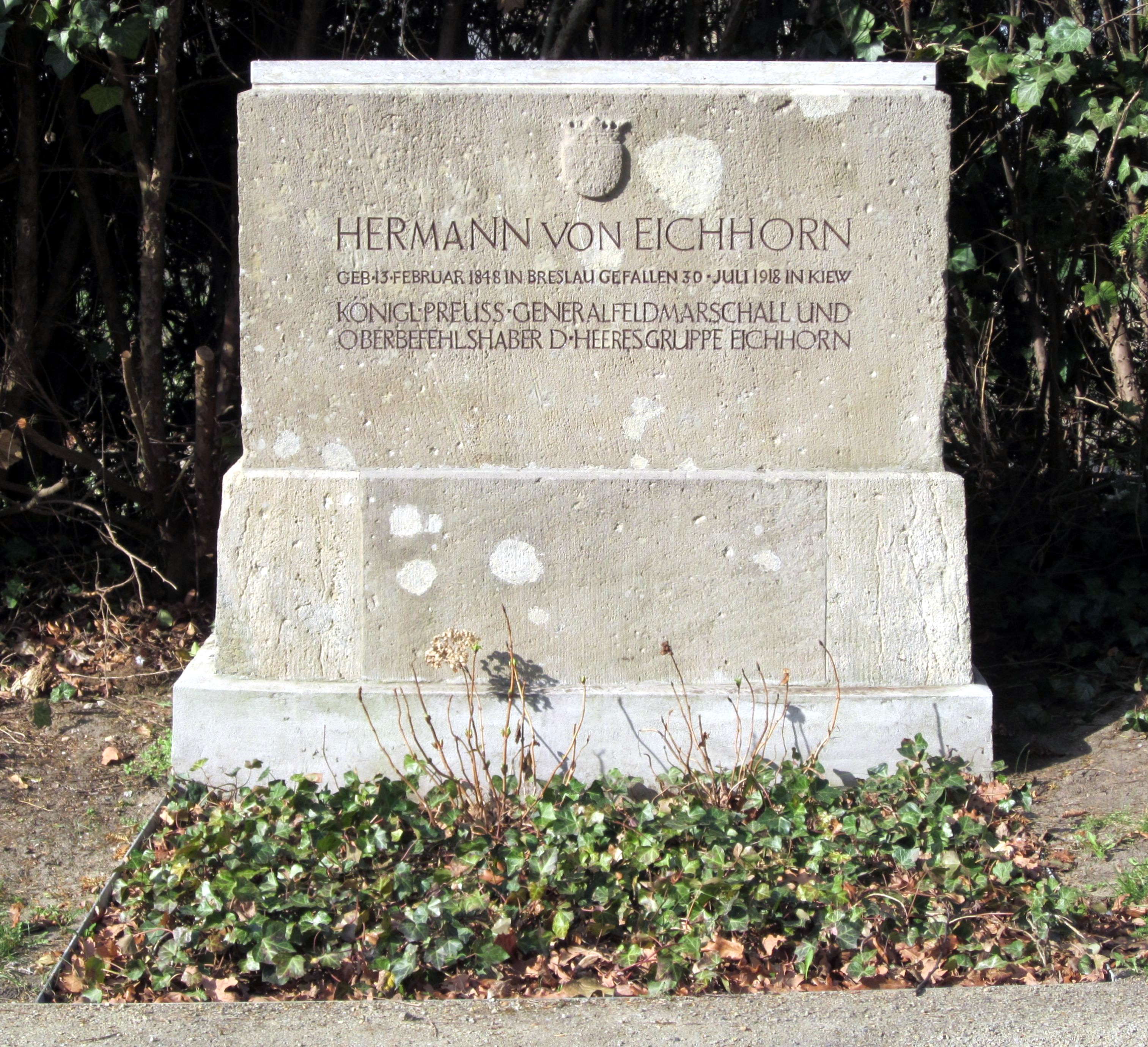
Eichhorns Grabstätte

- Sankt-Stanislaus-Orden III. Klasse am 31. August 1871
- Kronenorden I. Klasse am 17. Januar 1904
- Großkreuz des Roten Adlerordens mit Eichenlaub am 20. August 1907
- Komtur II. Klasse des Militär-St.-Heinrichs-Ordens am 25. Oktober 1916[4]
- Ehrendoktor der Universität Berlin am 18. Februar 1918
- Zu seinen Ehren wurde der Chreschtschatyk-Boulevard im Zentrum von Kiew während der deutschen Besatzung im Zweiten Weltkrieg 1941 bis 1943 in Eichhornstraße umbenannt. Auf dieser Straße in Kiew war Hermann von Eichhorn am 30. Juli 1918 im Ersten Weltkrieg ermordet worden.[5]

Wilhelm II. verfügte, dass einer der acht Wehrtürme der Marienburg Eichhorns Namen zu tragen hatte. Bereits zu seinen Lebzeiten wurde in Berlin die Eichhornstraße im Bezirk Marzahn-Hellersdorf nach ihm benannt.

## In der Literatur
In Arnold Zweigs Romanen Der Streit um den Sergeanten Grischa (1927) und Einsetzung eines Königs (1937) ist von Eichhorn das Modell der Figur des Generals von Lychow.